# Đại Cảng
Đại Cảng (chữ Hán giản thể: 大港区, âm Hán Việt: Đại Cảng khu) là một quận thuộc thành phố] Thiên Tân, Cộng hòa Nhân dân Trung Hoa. Đại Cảng nằm ở cực nam của Thiên Tân, có diện tích 1113 km², dân số năm 2004 là 350.000 người. Chính quyền quận đóng ở đường Chấn Hưng. Mã số bưu chính là 300270. Quận Đại Cảng các Sân bay quốc tế Tân Hải Thiên Tân 38 km, cảng Thiên Tân 28 km, cách Bắc Kinh 165 km. Về mặt hành chính, Đại Cảng được chia ra thành 5 nhai đạo (Nghinh Tân, Thắng Lợi, Cổ Lâm, Hải Tân, Cảng Tây) và 3 trấn (Thái Bình, Tiểu Vương Trang, Trung Đường).